# Paschimottanasana
Paschimottanasana (Sanskrit पश्चिमोत्तानासन, IAST paścimottānāsana), deutsch Kopf-Knie-Stellung, ist eine klassische Übung des Yoga. Der Sanskritname setzt sich zusammen aus den Wörtern paścima „Westen“, womit die Rückseite des Körpers gemeint ist, uttāna „intensive Dehnung“ sowie āsana „Sitz“ oder allgemeiner übersetzt „Körperhaltung“.

## Körperliche Ausführung
In der Hathapradipika steht in Vers 28 zur Formung des Körpers: „Beide Beine lang am Boden ausstrecken und mit den Händen die großen Zehen anfassen, so sollte man mit der Stirn auf den Knien liegen […]“.
André van Lysebeth nennt die Stellung auch „Die Zange“. In der Endstellung lässt er den Kopf zuerst für längere Zeit beim Knie, um ihn dann durch Zug der Mittelfinger, die die großen Zehen umfassen und durch Kontraktion der Muskulatur des Bauchgürtels möglichst weit in Richtung der Füße auf den Schienbeinen abzulegen. Der Rücken bleibt nach seinem dynamischen Ansatz passiv.
Swami Sivananda leitet an: „Man liegt flach auf dem Rücken auf einer Decke. Beine und Schenkel sollen fest dem Boden anliegen. Man mache den Körper steif. Langsam und einatmend hebe man den Kopf und Oberkörper, bis man sitzt. Ausatmen und Rumpf und Arme vorwärtsbeugen, bis man die Zehen fassen kann. Ganz langsam zentimeterweise beugen, nicht ruckweise! Man kann auch das Gesicht zwischen die Knie legen […]“.
Das Sivananda Yoga Vedanta Zentrum ergänzt, dass die Dynamik für die Stellung aus dem Becken heraus anzusetzen ist.
Auch Swami Vishnu-Devananda gibt an, den Körper zu versteifen und dann Kopf und Brust zu heben, bis eine sitzende Haltung erreicht ist, von der aus man weiter in die Endstellung hineinarbeitet.
B. K. S. Iyengar empfiehlt, die Stellung im Sitzen zu beginnen und in der dynamischen Phase die Kniekehlen in Kontakt zum Boden zu belassen, die gesamte Wirbelsäule einer Dynamik zuzuführen und die Arme als Hebel zu benutzen, die den Leib möglichst weit nach vorne ziehen.
Der Ashtanga (Vinyasa) Yoga lehrt, in der Sitzposition das Becken so weit als möglich nach vorne zu kippen und die Unterseite der Beine anzuspannen, so dass die Fersen ein wenig vom Boden abheben. Des Weiteren können Variationen an der Handposition und damit an den Zugmöglichkeiten die Ausdehnung der Wirbelsäule in die Länge verstärken.
Im Bikram-Yoga wird diese Asana auch Sit Up genannt.

## Gesundheitliche Aspekte
Die positiven gesundheitlichen Auswirkungen der Praxis von Paschimottanasana werden von allen Traditionen des Yoga so zahlreich angegeben, dass sie nur teilweise angedeutet werden können.
„Diese […] Asana richtet den Fluss des Pavana [des Prana, der Energie] entlang des Rückens aus, regt das gastrische [den Magen betreffend] Feuer an, lässt den Bauch kleiner werden und segnet den Übenden mit Gesundheit.“ (Hathapradipika, Vers 29)
André van Lysebeth erwähnt als Folge einer genauen Praxis positive Auswirkungen auf Wirbelsäule, Halsmuskulatur, Nervensystem, Eingeweide des Bauches, Zirkulation der Lymphe sowie hygienische und ästhetische Heilwirkungen.
Swami Sivananda schreibt: „Das Rückgrat wird geschmeidig, das begründet ewige Jugend.“
Der Kundalini Yoga erwähnt im Besonderen die Heilwirkung auf den Ischias-Nerv, den die intensive Dehnung in seiner neurologischen Funktion stärkt.
Yoga-Vidya schlüsselt die Wirkung der Asana auf die einzelnen Muskeln und die inneren Organe auf